# 자유 피스톤 기관

자유 피스톤 기관은 복합기관의 일종으로 대향형의 자유 피스톤을 가진 2행정기관을 가스 발생기로 하고, 이 연소가스로 출력터빈을 구동하여 동력을 발생시키는 정적가열사이클의 가스터빈이다.
그러한 피스톤 기관의 목적은 전력을 발생시키는 것이다.
자유 피스톤 기관의 기본 구성은 일반적으로 연소 실린더의 번호를 참조하여, 단일 피스톤, 이중 피스톤 또는 대향 피스톤으로 알려져있다.
자유 피스톤 기관은 동력 행정마다 전후 사이클이 필요하기 때문에 일반적으로 2행정 동작 원리로 제한된다.